# Брестовани
Брестовани (на словашки: Brestovany) е село, намиращо се в Търнавски окръг, Търнавски край, западна Словакия. Населението му е 2507 души.
Разположено е на 136 m надморска височина, на 15 km източно от град Търнава. Площта му е 16,37 km². Кмет на селото е Ондрей Кугайда.